# 卡尔戴尔·约翰逊
卡尔戴尔·约翰逊（英語：Carldell Johnson，1983年1月28日—），美国NBA联盟前职业篮球运动员。